# Glandă uropigiană

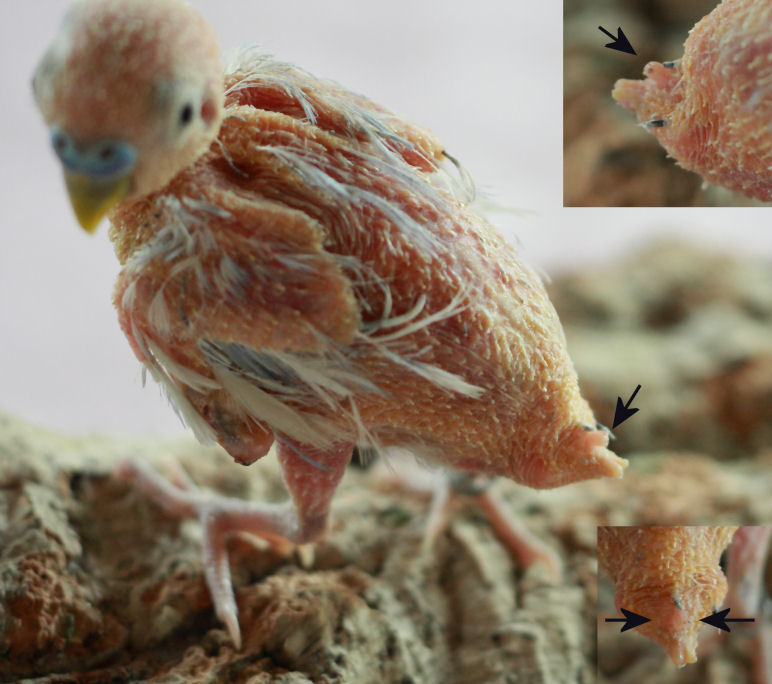
Glanda uropigiană (săgeată) la peruşul ondulat (Melopsittacus undulatus)

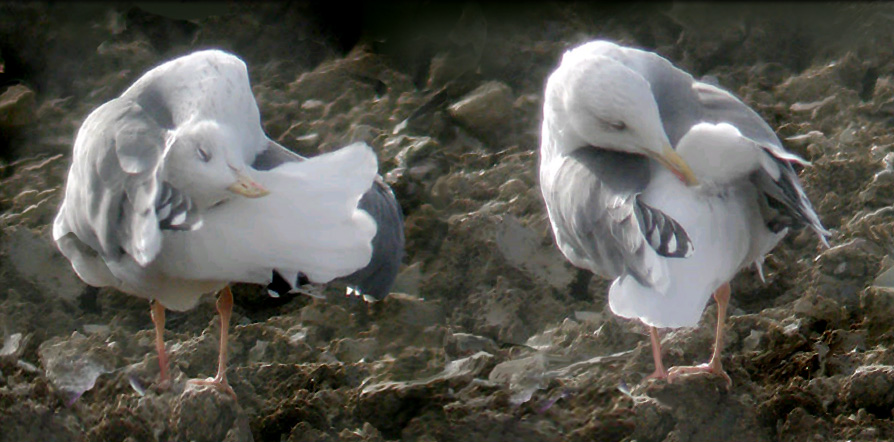
Toaletarea la pescărușul argintiu (Larus argentatus). Păsărea din dreapta stimulează cu ajutorul ciocului orificiul glandei uropigiene.

Glanda uropigiană este o glandă tegumentară prezentă la aproape toate păsările având un rol important în secreția unei substanțe grase necesare impermeabilizării penajului față de apă. Glanda uropigiană este voluminoasă și pereche, de tip holocrin,  și este așezată deasupra cozii în regiunea coccigiană deasupra vertebrelor codale și a părților terminale ale penelor codale. Secreția unsuroasă a acestei glande este eliminată prin unul sau mai mulți pori, și este întinsă de pasăre cu ajutorul ciocului pe pene, făcându-le unsuroase și lucii, așa încât apa nu le udă. Această glandă este mai dezvoltată la păsările acvatice și lipsește la unele specii terestre, mai ales la acelea care trăiesc în medii uscate: struți, cazuari, dropii, unele galiforme și porumbei, unii papagali etc. Pielea păsărilor este lipsită de glande și din această cauză este uscată, singura glandă tegumentară fiind glanda uropigiană.